# Bushenya
Bushenya ist eine von vier Zellen (Verwaltungseinheiten 4. Ebene) im Sektor Bungwe des Distrikts Burera in der Nordprovinz von Ruanda. Sie liegt auf einer Höhe von etwa 2110 m. Nachbarzellen sind im Osten Muguramo, im Südosten Nyamiyaga, im Süden Bungwe und im Westen Mudugari. An ihrer Nordseite grenzt die Zelle an den Distrikt Kabale des Nachbarlands Uganda.